# Jean Bosco Nsengimana
Pour les articles homonymes, voir Nsengimana.
Jean Bosco Nsengimana (ou parfois écrit Jean Bosco Insengiyumva), né le 4 novembre 1992 à Shashwara, est un coureur cycliste rwandais sur route.

## Palmarès et classements mondiaux

### Palmarès sur route
- 2014
  - 2e du championnat du Rwanda du contre-la-montre
  - 2e du Tour du Rwanda
- 2015
  - Tour du Rwanda :
    - Classement général
    - Prologue, 3e et 6e étapes

  - 2e du championnat du Rwanda du contre-la-montre
  - 2e du championnat du Rwanda du contre-la-montre espoirs
  -  Médaillé de bronze du contre-la-montre par équipes aux Jeux africains
- 2016
  - 5e étape du Tour du Cameroun
  - 4e étape du Grand Prix Chantal Biya
- 2017
  - Prologue du Tour du Rwanda
  -  Médaillé de bronze du championnat d'Afrique du contre-la-montre par équipes
  - 3e du championnat du Rwanda du contre-la-montre
  - 3e du championnat du Rwanda sur route
- 2018
  - 2e, 4e et 6e étapes du Tour de la République démocratique du Congo
  -  Médaillé d'argent du championnat d'Afrique du contre-la-montre
  -  Médaillé d'argent du championnat d'Afrique du contre-la-montre par équipes
  - 2e du championnat du Rwanda du contre-la-montre
- 2019
  -  Médaillé d'argent du championnat d'Afrique du contre-la-montre par équipes
  - 2e du championnat du Rwanda du contre-la-montre
- 2021
  -  Médaillé d'argent du championnat d'Afrique du contre-la-montre par équipes
  -  Médaillé d'argent du championnat d'Afrique du contre-la-montre par équipes mixtes
- 2022
  -  Médaillé d'argent du championnat d'Afrique du contre-la-montre
- 2023
  -  Médaillé de bronze du championnat d'Afrique du contre-la-montre par équipes

### Classements mondiaux
| Année                                 | 2013 | 2014 | 2015 | 2016  | 2017 | 2018 | 2019  | 2020 | 2021  | 2022 | 2023  |
| ------------------------------------- | ---- | ---- | ---- | ----- | ---- | ---- | ----- | ---- | ----- | ---- | ----- |
| Classement mondial                    |      |      |      | 1717e | 843e | 615e | 1282e | nc   | 1096e | 857e | 2092e |
| UCI Africa Tour                       | 129e | 21e  | 13e  | 130e  | 28e  | 11e  | 69e   | nc   | 48e   | 36e  | nc    |
|                                       |      |      |      |       |      |      |       |      |       |      |       |
| Légende : nc = non classéSource : UCI |      |      |      |       |      |      |       |      |       |      |       |